# Anthem of the Seas (schip, 2015)
De Anthem of the Seas is een cruiseschip van het bedrijf Royal Caribbean International. Ze heeft twee zusterschepen, de Quantum of the Seas en de Ovation of the Seas. Het schip behoort tot de Quantum class, deze is kleiner dan de Oasis class, maar groter dan de schepen uit de Freedom class.

## Kenmerken van het schip

### Entertainment
De schepen uit de Quantum class hebben, in tegenstelling tot de schepen van de Oasis class, geen Aquatheater. Er is wel een theater, een TWO70. Een soort van theater aan de achterkant van het schip, die omringd wordt door glas. Deze glazen vormen een groot scherm waar beelden op getoond kunnen worden. Verder kunnen de gasten zich vermaken in het Casino Royale.

### Activiteiten
ZwemmenGasten kunnen zich vermaken in het overdekte zwembad, waarvan het dak kan open- en dichtschuiven. Verder is het mogelijk om te zwemmen in het zwembad met een scherm, waarop films getoond worden. Er is ook een surfsimulator (FlowRider).
Fitness en SPAGasten kunnen zich uitleven in de fitness en daarna relaxen in de Vitality Spa.
SolariumVooraan het schip is er een solarium, welke enkel toegankelijk is voor volwassenen.
Activiteiten voor kinderen
Er zijn ook activiteiten voor kinderen:
- The Dreamworks Experience (vanaf november 2015)
- H2O Zone kids' water park - een waterpark voor kinderen
- Complimentary Adventure Ocean youth program
- Royal Babies and Royal Tots program

overige activiteiten
De overige activiteiten zijn:
- klimmuur
- RipCord by iFLY - indoor skydive op zee.
- North Star observation capsule - capsule bovenaan het schip, waar je een panoramisch zicht hebt over het schip en de oceaan.
- Seaplex - een indoor activiteitenruimte, waar activiteiten plaatsvinden als: botsauto's, rolschaatsen, basketballen, circus, ...